# Omar Sy
Omar Sy (n. 20 ianuarie 1978, Trappes, Île-de-France, Franța) este un actor și comedian francez. Acesta este cunoscut pentru rolurile sale din X-Men: Days of Future Past, Jurassic World și Transformers: The Last Knight. Tatăl său este din Senegal, iar mama din Mauritania. Are origini Fulani. Este musulman. Сea mai mare popularitate a adus-o seria Lupin.